# Copa Colombia 1956-57
La Copa Colombia 1956-57, también llamada Copa Presidente de la República, fue la tercera edición del torneo de Copa organizado por la División Mayor del Fútbol Colombiano y que sería disputado tras la finalización del Campeonato Colombiano de 1956.
Esta competición fue creada con el fin de que los equipos pudieran seguir compitiendo (y así, obtener ingresos por taquilla) durante el último bimestre de ese año, dada la finalización temprana del torneo de liga. A pesar de lo anterior, diversos problemas concernientes a la participación de los equipos (Cúcuta Deportivo se rehusó a jugarla, el Unión Magdalena tampoco participaría y el Libertad de Barranquilla desaparecía definitivamente); su interferencia con el Campeonato Suramericano de Selecciones de 1957 y las temporadas internacionales de amistosos de fútbol, que eran usadas por los equipos para conseguir ingresos extras y así solventar sus crónicos problemas financieros; y el desorden imperante en su organización, en el que las fechas programadas para los juegos tenían que ser luego aplazadas por la indisponibilidad de los equipos; terminaron por convertirlo en la primera competición celebrada por la DIMAYOR que quedó inconclusa hacia marzo de 1957 (luego la Liga de 1989 también quedó inconclusa), en vista de la necesidad del ente rector del fútbol colombiano por priorizar la organización del campeonato de liga de 1957, lo que incluía que los equipos pudieran mantener contractualmente a su base de jugadores y traer refuerzos.

## Formato
A diferencia del sistema de eliminaciones usado en las dos versiones anteriores de la copa, esta competición se jugaría con un sistema de 3 grupos con 4 equipos cada uno que se enfrentaban todos contra todos a partidos únicos y en el que los dos primeros de cada cuadro clasificaban el grupo final que decidiría al campeón. Debido, sin embargo, a que el Cúcuta Deportivo decidiría no tomar parte de la copa al tener programada una gira por Centroamérica y a que el Libertad costeño dejó de existir, el Grupo C se jugaría, en principio, entre 3 equipos a dos vueltas y solo el ganador de este pasaría a la ronda final. No obstante, también se presentó el abandono del Unión Magdalena, lo que, aunado al empate presentado en los duelos entre leopardos y verdolagas, llevó a la decisión de que ambos equipos disputaran el título y formar, así, un hexagonal decisorio, llamado "Vuelta Final".

## Cuadro de desarrollo

### Grupo A
| Equipo               | Pts | PJ | PG | PE | PP | GF | GC |
| -------------------- | --- | -- | -- | -- | -- | -- | -- |
| Boca Juniors de Cali | 4   | 3  | 1  | 2  | 0  | 7  | 4  |
| Deportivo Pereira    | 3   | 3  | 0  | 3  | 0  | 5  | 5  |
| América de Cali      | 3   | 3  | 1  | 1  | 1  | 3  | 5  |
| Atlético Quindío     | 2   | 3  | 0  | 2  | 1  | 3  | 4  |

| Fecha           | Local        |     | Visitante |              | Local   |         | Visitante |
| --------------- | ------------ | --- | --------- | ------------ | ------- | ------- | --------- |
| 11 de noviembre | Boca Juniors | 2:2 | Pereira   |              | América | 1:0     | Quindío   |
| 18 de noviembre | Boca Juniors | 3:0 | América   | Quindío      | 1:1     | Pereira |           |
| 25 de noviembre | América      | 2:2 | Pereira   | Boca Juniors | 2:2     | Quindío |           |

#### Desempate
| Fecha          | Local   |     | Visitante |
| -------------- | ------- | --- | --------- |
| 3 de diciembre | América | 1:2 | Pereira   |

### Grupo B
| Equipo                           | Pts | PJ | PG | PE | PP | GF | GC |
| -------------------------------- | --- | -- | -- | -- | -- | -- | -- |
| Deportivo Independiente Medellín | 4   | 3  | 2  | 0  | 1  | 9  | 4  |
| Independiente Santa Fe           | 4   | 3  | 2  | 0  | 1  | 8  | 6  |
| Millonarios                      | 2   | 3  | 1  | 0  | 2  | 5  | 7  |
| Deportes Tolima                  | 2   | 3  | 1  | 0  | 2  | 3  | 8  |

| Fecha           | Local       |     | Visitante |          | Local  |             | Visitante   |
| --------------- | ----------- | --- | --------- | -------- | ------ | ----------- | ----------- |
| 11 de noviembre | Santa Fe    | 2:1 | Medellín  |          | Tolima | 1:0         | Millonarios |
| 18 de noviembre | Santa Fe    | 5:1 | Tolima    | Medellín | 5:1    | Millonarios |             |
| 25 de noviembre | Millonarios | 4:1 | Santa Fe  | Medellín | 3:1    | Tolima      |             |

### Grupo C
| Equipo                   | Pts      | PJ | PG | PE | PP | GF | GC |
| ------------------------ | -------- | -- | -- | -- | -- | -- | -- |
| Atlético Bucaramanga     | 2        | 2  | 1  | 0  | 1  | 2  | 2  |
| Atlético Nacional        | 2        | 2  | 1  | 0  | 1  | 2  | 2  |
| Unión Magdalena          | Retirado |    |    |    |    |    |    |
| Libertad de Barranquilla | Retirado |    |    |    |    |    |    |

| Fecha           | Local       |     | Visitante   |
| --------------- | ----------- | --- | ----------- |
| 11 de noviembre | Bucaramanga | 1:0 | Nacional    |
| 25 de noviembre | Nacional    | 2:1 | Bucaramanga |

### Vuelta Final
| Equipo                 | Pts | PJ | PG | PE | PP | GF | GC |
| ---------------------- | --- | -- | -- | -- | -- | -- | -- |
| Atlético Bucaramanga   | 9   | 5  | 4  | 1  | 0  | 9  | 3  |
| Independiente Medellín | 9   | 5  | 4  | 1  | 0  | 6  | 2  |
| Boca Juniors de Cali   | 6   | 5  | 3  | 0  | 2  | 9  | 4  |
| Deportivo Pereira      | 3   | 5  | 1  | 1  | 3  | 10 | 12 |
| Atlético Nacional      | 2   | 5  | 0  | 2  | 3  | 3  | 6  |
| Independiente Santa Fe | 1   | 5  | 0  | 1  | 4  | 3  | 13 |

#### Fecha 1
| 2 de diciembre de 1956 | Independiente Santa Fe | 0 - 1 | Independiente Medellín | Estadio El Campín, Bogotá |  |

| 2 de diciembre de 1956 | Atlético Nacional | 1 - 3 | Boca Juniors de Cali | Estadio Atanasio Girardot, Medellín |  |

| 30 de diciembre de 1956 | Deportivo Pereira | 3 - 4 | Atlético Bucaramanga | Estadio Alberto Mora Mora, Pereira |  |

#### Fecha 2
| 9 de diciembre de 1956 | Boca Juniors de Cali | 3 - 2 | Independiente Santa Fe | Estadio Pascual Guerrero, Cali |  |

| 9 de diciembre de 1956 | Atlético Bucaramanga | 0 - 0 | Independiente Medellín | Estadio Alfonso López, Bucaramanga |  |

| 9 de diciembre de 1956 | Deportivo Pereira | 1 - 1 | Atlético Nacional | Estadio Alberto Mora Mora, Pereira |  |

#### Fecha 3
| 16 de diciembre de 1956 | Atlético Bucaramanga | 5 - 0 | Independiente Santa Fe | Estadio Alfonso López, Bucaramanga |  |

| 16 de diciembre de 1956 | Deportivo Pereira | 1 - 3 | Boca Juniors de Cali | Estadio Alberto Mora Mora, Pereira |  |

| 19 de diciembre de 1956 | Independiente Medellín | 2 - 1 | Atlético Nacional | Estadio Atanasio Girardot, Medellín |  |

#### Fecha 4
| 20 de enero de 1957 | Boca Juniors de Cali | P - G (W.O.) | Atlético Bucaramanga | Estadio Pascual Guerrero, Cali |  |

| 3 de febrero de 1957 | Deportivo Pereira | 1 - 3 | Independiente Medellín | Estadio Alberto Mora Mora, Pereira |  |

| 10 de febrero de 1957 | Atlético Nacional | E - E | Independiente Santa Fe | Estadio Atanasio Girardot, Medellín |  |

#### Fecha 5
| 17 de enero de 1957 | Atlético Nacional | P - G (W.O.) | Atlético Bucaramanga | Estadio Atanasio Girardot, Medellín |  |

| 10 de febrero de 1957 | Independiente Medellín | G - P (W.O.) | Boca Juniors de Cali | Estadio Pascual Guerrero, Cali |  |

| 17 de febrero de 1957 | Deportivo Pereira | 4 - 1 | Independiente Santa Fe | Estadio Alberto Mora Mora, Pereira |  |

### Desempate por el título
De acuerdo al reglamento de la copa, aprobado el 6 de noviembre de 1956, de existir un empate en el primer lugar de la Vuelta Final, los equipos empatados disputarían un desempate a un solo partido para definir al ganador. En consecuencia, el Independiente Medellín y el Atlético Bucaramanga debían jugar un duelo de desempate, a partido único, para consagrar al Campeón de la Copa Presidente de la República. Sin embargo, este partido único aparentemente jamás se organizó ni se llevó a cabo, por lo que la competencia terminó abandonada. Si se hubiera aprobado la solicitud de los dirigentes del Deportivo Pereira de que se tomará en cuenta el Gol Diferencia (en ese entonces, llamado Goal Average) para evitar el desempate de su grupo por la clasificación a la Vuelta Final contra el América y se hubiera, por ende, implementado a la competición, el conjunto Leopardo habría ganado el torneo al tener mejor gol diferencia frente al Poderoso de la Montaña y conseguido su primer título oficial en la historia del fútbol colombiano.

## Estadísticas generales
En esta tablas se suman todos los datos de los partidos disputados en los grupos y en la vuelta final, independientemente si un equipo no se presentó a jugar o se retiró y cualquier resultado otorgado a un equipo.
| Pos. | Equipos                | PJ | PG | PE | PP | GF | GC | DG | Pts. |
| ---- | ---------------------- | -- | -- | -- | -- | -- | -- | -- | ---- |
| 1.   | Independiente Medellín | 8  | 6  | 1  | 1  | 15 | 6  | +9 | 13   |
| 2.   | Atlético Bucaramanga   | 7  | 5  | 1  | 1  | 11 | 5  | +6 | 11   |
| 3.   | Boca Juniors de Cali   | 8  | 4  | 2  | 2  | 16 | 8  | +8 | 10   |
| 4.   | Deportivo Pereira      | 9  | 2  | 4  | 3  | 17 | 18 | -1 | 8    |
| 5.   | América de Cali        | 4  | 1  | 1  | 2  | 4  | 7  | -3 | 5    |
| 6.   | Independiente Santa Fe | 8  | 2  | 1  | 5  | 11 | 19 | -8 | 5    |
| 7.   | Atlético Nacional      | 7  | 1  | 2  | 4  | 5  | 8  | -3 | 4    |
| 8.   | Deportes Quindío       | 3  | 0  | 2  | 1  | 3  | 4  | -1 | 2    |
| 9.   | Millonarios            | 3  | 1  | 0  | 2  | 5  | 7  | -2 | 2    |
| 10.  | Deportes Tolima        | 3  | 1  | 0  | 2  | 3  | 8  | -5 | 2    |

## Nota
1. 1 2 3  Para esta competencia, el Walkover no representó modificaciones en los goles anotados o convertidos, sino únicamente en los partidos ganados o perdidos. Para reflejar esa situación, se decidió incluir letras en el marcador para señalizar al ganador (G) y perdedor (P) por W.O.(Ver «Medellín y Bucaramanga comandan el campeonato "Copa Colombia"». Intermedio (El Tiempo). 4 de febrero de 1957. Consultado el 24 de noviembre de 2022.)